# مقاطعة فوش-ألينبي

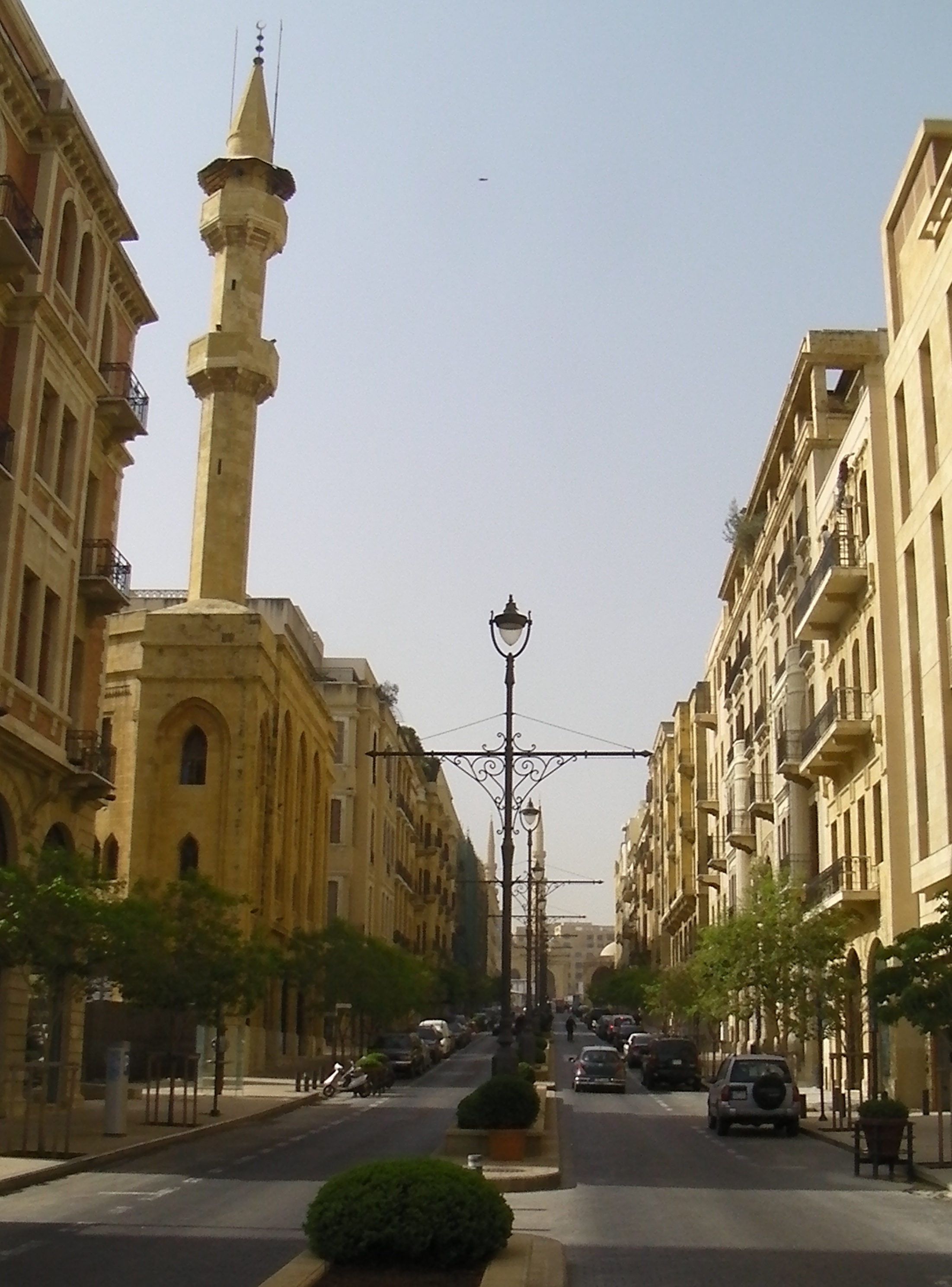

تقع منطقة فوش ألنبي في قلب منطقة بيروت، لبنان.

## نظرة عامة
في العهد العثماني، كانت منطقة فوش ألنبي منطقة مرفأ بيروت . تم الانتهاء من إزالة وإعادة الإعمار خلال الانتداب الفرنسي . بعد الحرب الأهلية اللبنانية، أعادت جهود الحفظ ترميم العديد من المباني التي بقيت على قيد الحياة في محيط للمشاة. 

## أعمال بناء
منطقة فوش ألينبي هي منطقة المرفأ السابقة في بيروت، والتي تستوعب الأنشطة المتعلقة بالميناء. تم تسمية فوش و ألينبي في عام 1919، وتم اعتبار الطريقين الرئيسيين بين الشمال والجنوب كبوابات للمدينة للزائرين القادمين عن طريق البحر. جنبا إلى جنب مع شارع ويغاند، شكلوا الحي التجاري الجديد في بيروت. تم تخطيط منطقة فوش-ألينبي لتكون الواجهة المعمارية للمدينة. كان تأثير العمارة الكلاسيكية الهوسمية واضحًا على غالبية المباني في المنطقة. انتقل التعبير المعماري أيضًا إلى هوية إقليمية أكثر تميزت بأشكال مقوسة وتفاصيل إقليمية انتقائية في أعمال الحجر. أدت جهود الحفظ التي تلت الحرب في عام 1994 إلى ترميم العديد من المباني الباقية في منطقة فوش -ألينبي ضمن محيط للمشاة. تمتد شوارع فوش وألنبي إلى البحر، وهي أصل الشبكة المتعامدة لمنطقة الواجهة البحرية الجديدة في بيروت. 

## التاريخ
منطقة فوش ألينبي هي منطقة المرفأ السابقة في بيروت. المعروفة باسم "المدينة السفلى"، واستوعبت الأنشطة المتعلقة بالميناء. خلال الحرب العالمية الأولى، تطلبت الخطة العثمانية لربط وسط المدينة بالواجهة البحرية هدم هذا الجزء من المدينة. تم الانتهاء من إزالة وإعادة بناء حي الميناء خلال الانتداب الفرنسي. تم تسمية فوش و ألينبي في عام 1919، وتم اعتبار الطريقين الرئيسيين بين الشمال والجنوب كبوابات للمدينة للزائرين القادمين عن طريق البحر. مع W e y g a n d Street، قاموا بتحديد حدود المنطقة التجارية الجديدة. في العشرينات من القرن العشرين، تم التخطيط لمنطقة فوش-ألنبي لتكون الواجهة المعمارية للمدينة. تُظهر غالبية المباني تأثير العمارة الهوسمية الكلاسيكية، التي تتميز بزخارف متقنة مستقاة من الأساليب اليونانية وعصر النهضة والقرن 18 تم استيراد الحديد المطاوع والبلاط سقف السيراميك من فرنسا. الأخشاب المنشورة ميكانيكيا من رومانيا، الدرابزينات الحديد الزهر جاء من بريطانيا العظمى، وإيطاليا قدمت ألواح شرفة الرخام. في الثلاثينيات من القرن العشرين، سمح استخدام الخرسانة المسلحة المصبوب في قوالب للبنائين بمحاكاة تفاصيل الحجارة المعقدة. انتقل التعبير المعماري نحو هوية إقليمية أكثر تتميز بأشكال مقوسة وتفاصيل إقليمية انتقائية في أعمال الحجر. ومن الأمثلة على ذلك في الحي التجاري مكتبا البلدية والعديد من المباني في شوارع اللنبي ومطران وعبد الملك وسعد زغلول. أدت جهود الحفظ التي تلت الحرب في عام 1994 إلى ترميم العديد من المباني الباقية في منطقة فوش ألينبي ضمن محيط للمشاة. تمتد شوارع فوش وألنبي إلى البحر، وهي أصل الشبكة المتعامدة لمنطقة الواجهة البحرية الجديدة في بيروت. 

## الجدول الزمني
الانتداب الفرنسي: الانتهاء من منطقة الميناء. 
1919: سميت فوش وألنبي، الطريقان الرئيسيان بين الشمال والجنوب هما بوابات المدينة للزوار القادمين عن طريق البحر. 
العشرينيات من القرن العشرين: تم تخطيط حي فوش ألنبي كعرض معماري للمدينة. 
ثلاثينيات القرن العشرين: انتقل التعبير المعماري نحو هوية إقليمية أكثر تتميز بأشكال مقوسة وتفاصيل إقليمية انتقائية في أعمال الحجر. 
1994: ترميم العديد من المباني الباقية في منطقة فوش ألينبي في محيط للمشاة. 